# SPRITE (sonde spatiale)
Pour les articles homonymes, voir Sprite.
SPRITE (Saturn PRobe Interior and aTmospheric Explorer) est un concept de sonde spatiale atmosphérique pour Saturne. SPRITE avait pour objectif de pénétrer dans l'atmosphère de la planète pour y prendre des mesures. Elle n'est finalement pas retenue dans le cadre du programme New Frontiers.

## Aperçu
De nombreuses questions fondamentales sur Saturne se sont pas résolues même après la fin de la mission Cassini en septembre 2017 en raison de limitations de son instrumentation scientifique. En effet, des mesures directes de la structure atmosphérique, des gaz nobles et des abondances élémentaires de Saturne sont nécessaires pour faire la distinction entre les modèles concurrents de formation du système solaire et pour  l'étude des exoplanètes,.

## Proposition New Frontiers
Le concept de mission SPRITE est proposé en 2016 en tant que mission du programme New Frontiers de la NASA. Elle n'est finalement pas sélectionnée, la mission Dragonfly vers Titan lui étant préférée.
Elle pourrait cependant être soumise à nouveau dans un autre processus de sélection.

## Objectifs
Le Planetary Science Decadal Survey 2013-2022 identifie une mission de sonde en direction de Saturne comme une cible de mission hautement prioritaire pour le programme New Frontiers en raison de la nécessité de mesures in situ à des profondeurs de 10 bars ou plus. L'équipe de SPRITE explique que « pour développer une meilleure compréhension de la formation, de l'évolution et de la structure du système solaire, il est essentiel que le rôle joué par les planètes géantes soit bien compris, et cela ne peut être accompli sans des mesures in situ de la composition, la structure, la dynamique et les processus de l'atmosphère de Saturne. » Pour ce faire, les créateurs de la mission se sont fixé deux objectifs principaux :
1. Collecter et analyser les preuves de la formation de Saturne et de son évolution précoce[5],[6] :
  1. Réaliser un inventaire chimique de la troposphère de Saturne pour faire la distinction entre les modèles de formation de planètes concurrents et mesurer l'étendue de la migration planétaire au début du système solaire
  2. Comprendre l'appauvrissement en hélium de Saturne
2. Comprendre les nuages de Saturne :
  1. Mesurer la chimie atmosphérique in situ de Saturne pour valider les modèles de condensation et interpréter la composition observée
  2. Effectuer la caractérisation in situ de la structure des nuages troposphériques de Saturne
  3. Déterminer la dynamique atmosphérique 3D de Saturne

## Sonde spatiale

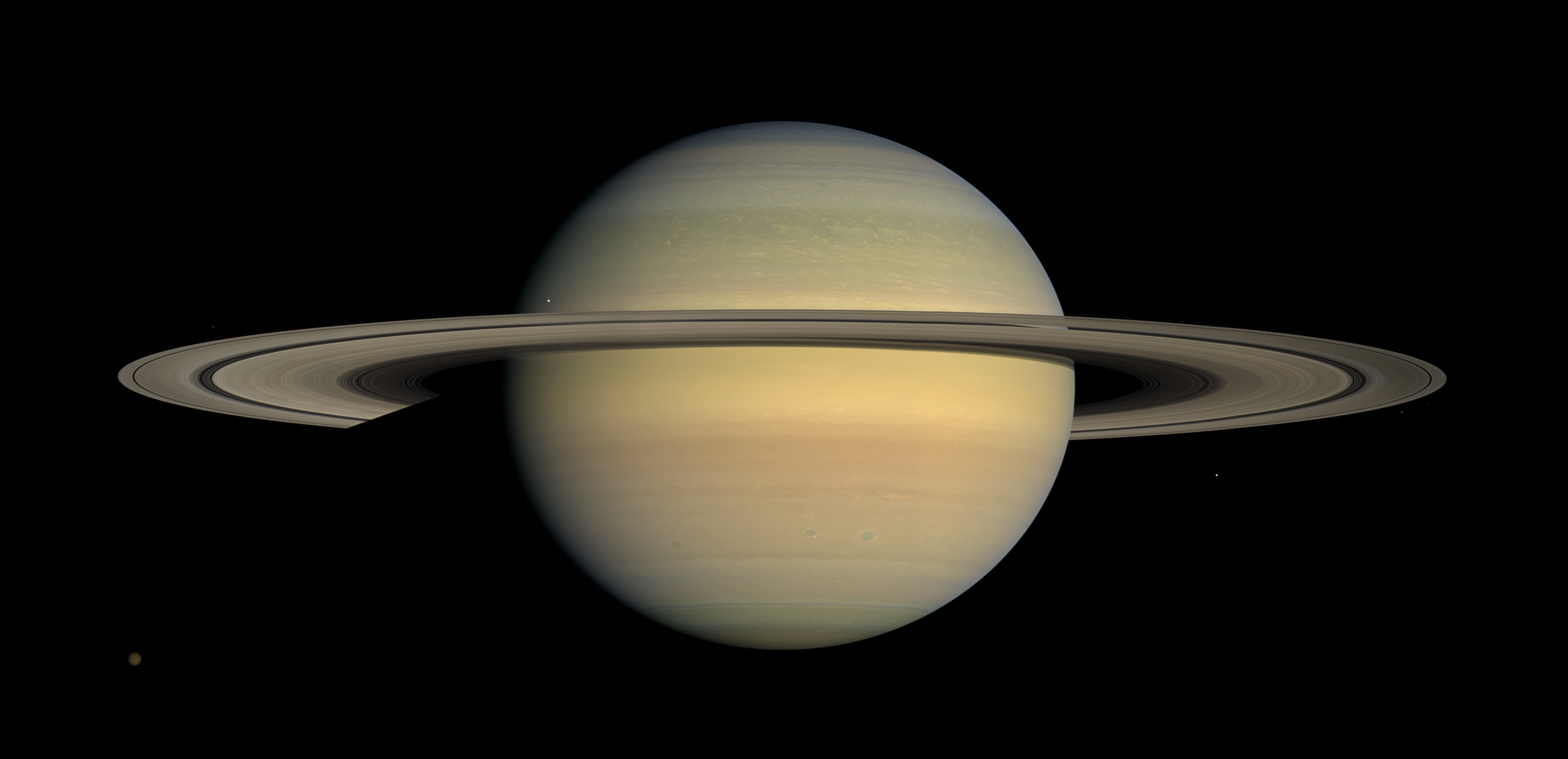
Saturne en couleur naturelle, photographiée par Cassini en juillet 2008.

Le concept de mission SPRITE se compose d'un véhicule spatial à relais porteur (Carrier Relay Spacecraft, CRSC) et d'une sonde d'entrée qui descendrait à au moins dix bars. La stratégie de descente nécessite l'utilisation d'un bouclier thermique suivi d'un parachute qui donnerait à la sonde jusqu'à deux heures pour collecter des données. La sonde fournirait une mesure directe de la composition et de la structure atmosphérique (y compris sa dynamique) le long de la trajectoire de sa descente, fournissant des données non accessibles par mesures de télédétection.
Le CRSC fonctionnant par énergie solaire porterait un capteur photographique multicanal pour imager l'emplacement avant son entrée et pour fournir le contexte global des mesures de la sonde. Le module CSRC ne serait pas en orbite autour de Saturne, mais survolerait Saturne une fois pour relayer les données scientifiques de la sonde vers la Terre plusieurs fois via le Deep Space Network.

## Charge utile
La sonde d'entrée atmosphérique SPRITE proposée porterait une charge utile d'instruments scientifiques pour mesurer la structure atmosphérique, la dynamique, la composition, la chimie et les nuages de Saturne à au moins 10 bars.

## Lancement et trajectoire
Le lancement de SPIRITE était proposé pour fin novembre 2024. La sonde suivrait les assistances gravitationnelles Terre-Vénus-Terre-Terre et atteindrait Saturne en novembre 2034. La sonde atmosphérique se séparerait du CRSC 30 jours avant l'entrée. L'imagerie et les observations dureraient 6 jours avant l'entrée. Le CRSC survolerait Saturne à une distance d'environ 100 000 km, en continuant sur une trajectoire vers l'extérieur du Système solaire.